# Musée national de l'Histoire de Biélorussie

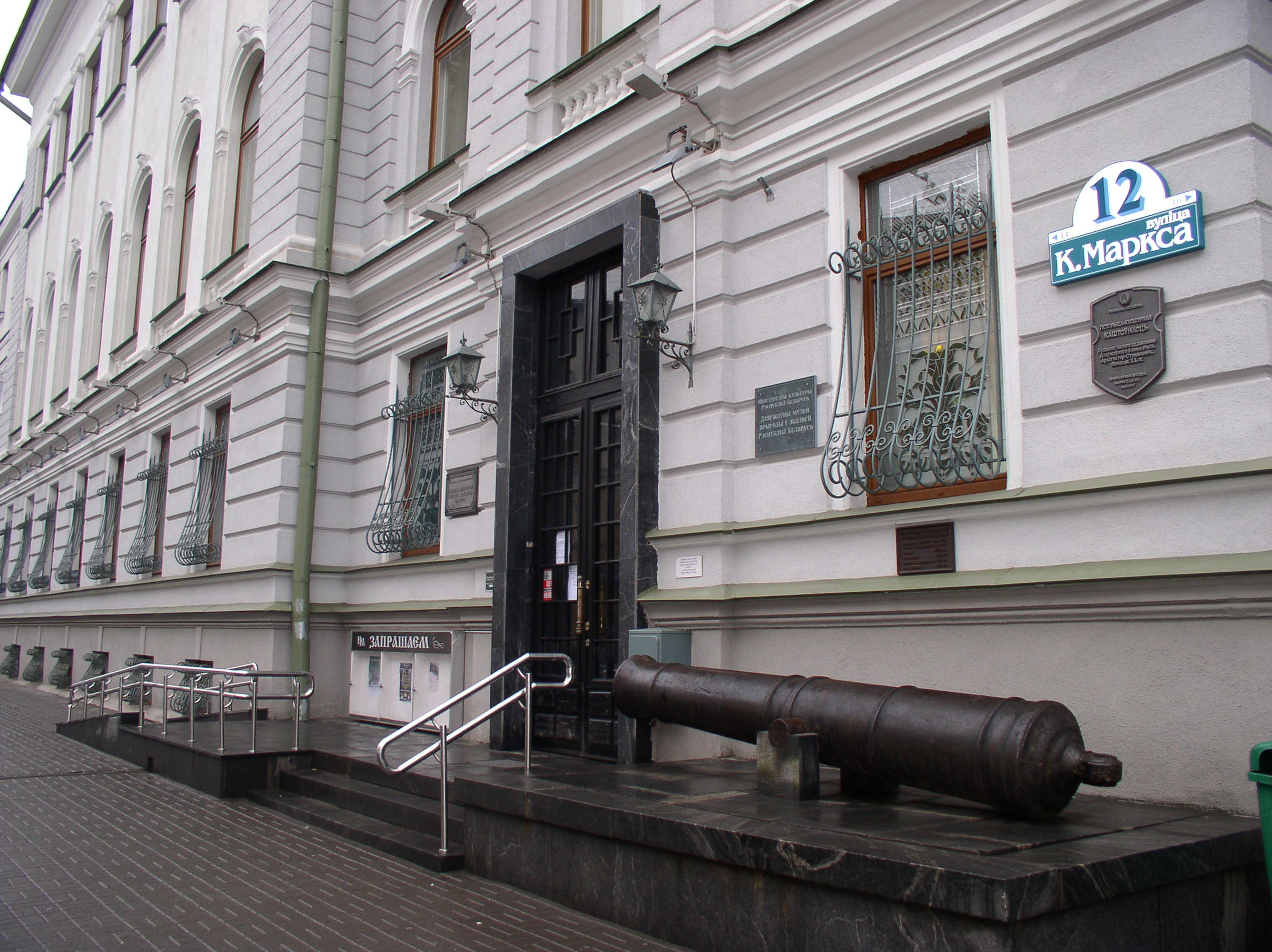
Entrée du musée

Le musée national de la Culture et de l'Histoire de Biélorussie (en biélorusse Нацыянальны гістарычны музей Рэспублікі Беларусь) est le plus grand musée de Minsk, la capitale de la Biélorussie. Fondé en 1957 sous l'URSS, il a ouvert ses portes au public dix ans plus tard et est devenu musée national en 1991, après l'indépendance de la Biélorussie. Il est visité chaque année par environ 100 000 personnes.

## Collections

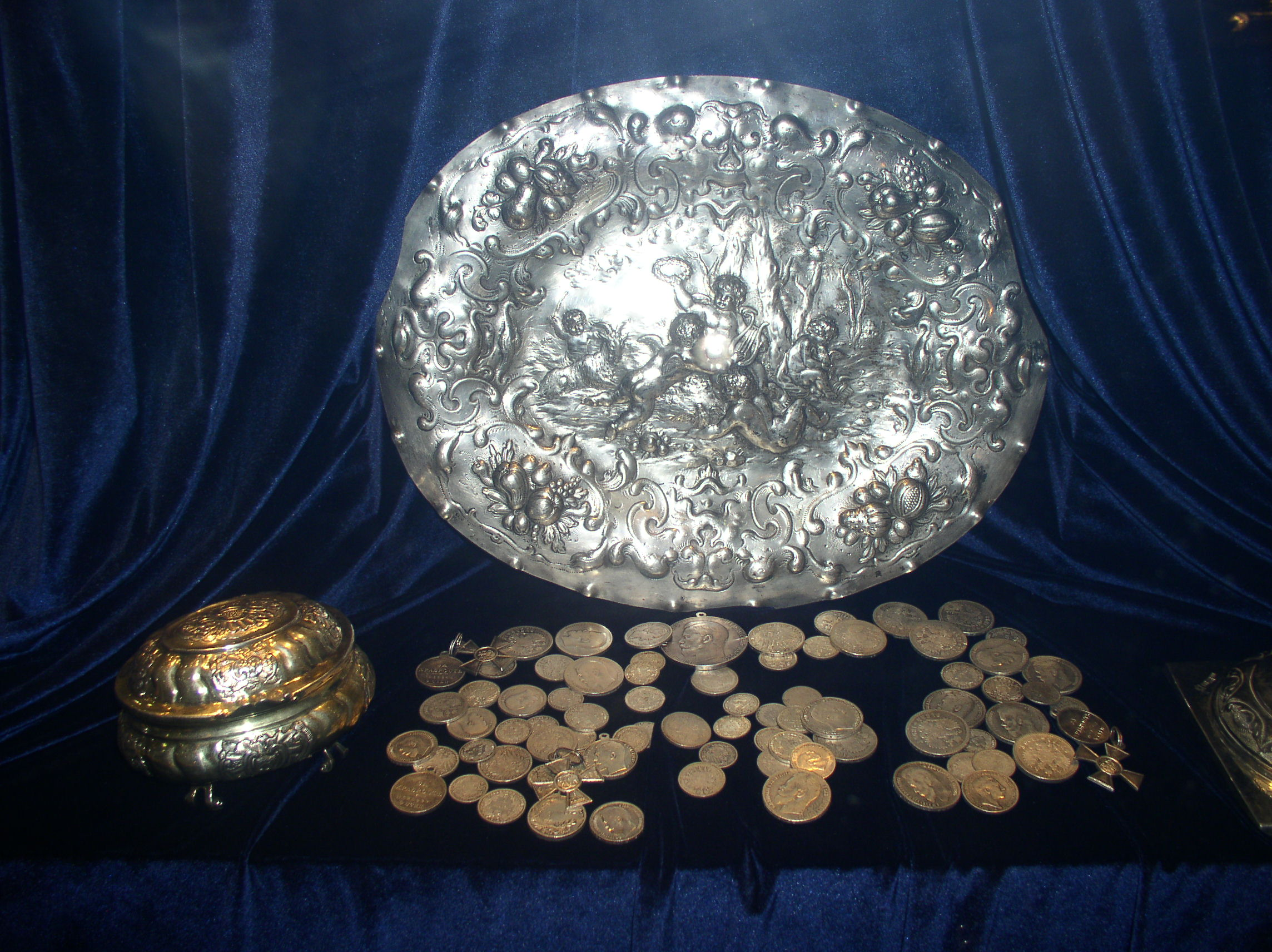
Pièces d'argenterie

Le musée conserve la plus grande collection au monde d'objets anciens biélorusses. Les pièces les plus anciennes datent de 40000 av. J.-C.
Les objets sont classés en quatre grands départements. Celui consacré à l'archéologie regroupe des outils domestiques, agricoles, de chasse, de pêche, des objets consacrés au culte et des restes d'artisanat primitif.
Un département est entièrement consacré aux livres anciens et aux manuscrits, un autre aux costumes traditionnels, regroupant des vêtements quotidiens ou réservés aux fêtes, des classes populaires à la noblesse. Le dernier département est réservé aux collections numismatiques et le reste du musée est occupé par des expositions temporaires, consacrées par exemple à l'héraldique ou à des objets liturgiques.